# Fernando Silva
Fernando Silva est un footballeur international andorran né le 16 mai 1977 à Barcelone en Espagne qui évoluait au poste d'attaquant. Il compte 51 matchs et 2 buts marqués avec l'équipe d'Andorre de football.
Il a fait ses débuts en équipe nationale en 2002.